# Deaf Smith megye
Deaf Smith megye az Amerikai Egyesült Államokban, azon belül Texas államban található. Megyeszékhelye és legnagyobb városa Hereford. Lakosainak száma 18 583 fő (2020. április 1.).

## Szomszédos megyék
- Oldham megye (észak)
- Randall megye (kelet)
- Castro megye (délkelet)
- Parmer megye (dél)
- Curry megye (délnyugat)
- Quay megye (nyugat)
- Potter megye

## Népesség
A megye népességének változása:
| Lakosok száma | 19 440 | 19 468 | 19 368 | 19 177 | 18 952 | 18 583 |
|               | 2010   | 2011   | 2012   | 2013   | 2015   | 2020   |